# Giōrgos Siderīs
Giōrgos Siderīs (in greco: Γιώργος Σιδέρης; Agios Ioannis Rentis, 5 aprile 1938) è un calciatore greco di etnia albanese, di ruolo attaccante.

## Carriera
Vinse per tre volte la classifica marcatori della Super League greca, nel 1965, nel 1967 e nel 1969. Giocò a lungo nell'Olympiacos, con cui si laureò campione di Grecia nel 1966 e nel 1967 e vinse quattro volte la Coppa di Grecia (1960, 1963, 1965, 1968) prima di trasferirsi all'Anversa diventando così il primo calciatore greco a giocare all'estero. Nel 1962 aveva già avuto occasione di giocare con il Lanerossi Vicenza per alcune partite amichevoli.
In nazionale esordì il 12 marzo 1959 in un'amichevole contro la Francia e vi giocò per un decennio, nel corso del quale mise a segno 14 reti in 28 presenze.

## Statistiche
| Stagione | Club       | Campionato | Campionato | Campionato |
| Stagione | Club       | Comp       | Pres       | Reti       |
| -------- | ---------- | ---------- | ---------- | ---------- |
| 1956-57  | Atromītos  |            |            |            |
| 1957-58  | Atromītos  |            |            |            |
| 1958-59  | Atromītos  |            |            |            |
| 1959-60  | Olympiacos | A          | 30         | 8          |
| 1960-61  | Olympiacos | A          | 29         | 14         |
| 1961-62  | Olympiacos | A          | 30         | 26         |
| 1962-63  | Olympiacos | A          | 25         | 18         |
| 1963-64  | Olympiacos | A          | 26         | 26         |
| 1964-65  | Olympiacos | A          | 27         | 29         |
| 1965-66  | Olympiacos | A          | 21         | 20         |
| 1966-67  | Olympiacos | A          | 29         | 24         |
| 1967-68  | Olympiacos | A          | 27         | 23         |
| 1968-69  | Olympiacos | A          | 32         | 35         |
| 1969-70  | Olympiacos | A          | 7          | 4          |
| 1970-71  | Anversa    | A          | 25         | 7          |
| 1971-72  | Olympiacos | A          | 2          | 2          |

## Palmarès

### Club

#### Competizioni nazionali
- Campionato greco: 2

Olympiakos: 1965-1966, 1966-1967
- Coppa di Grecia: 5

Olympiakos: 1959-1960, 1960-1961, 1962-1963, 1964-1965, 1967-1968

#### Competizioni internazionali
- Coppa dei Balcani per club: 1

Olympiakos: 1961-1963